# Stephen Ireland
Stephen James Ireland, nacido el 22 de agosto de 1986 en Cork, República de Irlanda, es un futbolista profesional irlandés que actualmente se encuentra sin equipo tras rescindir contrato con el Bolton Wanderers. Ha sido internacional con Irlanda.

## Carrera

### Selección nacional
Ireland ha sido internacional por Irlanda en las secciones sub-15, 16, 17 y absoluta, debutando con el primer equipo en enero de 2006, tras entrar en sustitución de John O'Shea cuando contaba con 19 años.
El joven Ireland era un fijo en las alineaciones de Steve Staunton, por aquel entonces seleccionador nacional irlandés, hasta que el futbolista decidió abanadonar la concentración de la selección irlandesa en septiembre de 2007 antes de un partido clasificatorio para la Euro 2008 ante República Checa. Ireland argumentó que su abuela materna había fallecido y que debía regresar inmediatamente a Irlanda desde Praga para acudir al velatorio. Staunton aceptó y le proporcionó un jet privado. Sin embargo, los medios de comunicación descubrieron la falsedad de esa historia, a lo que Ireland rectificó asegurando que fue su abuela por parte paterna la que falleció. Los medios volvieron a confirmar la falsedad de los nuevos hechos.
Finalmente, el joven centrocampista de la selección y del City admitió que inventó toda la trama para poder abandonar la concentración de la selección irlandesa y así viajar a Cork para visitar a su novia. Ireland se "dio cuenta de que fue un gravísimo error decir que sus abuelas estaban muertas y lo lamento profundamente".
Desde aquel acontecimiento, Ireland nunca más ha vuelto a jugar con la selección irlandesa; a pesar de las grandes temporadas que realizó con el Manchester City.
En el verano de 2010 fue traspasado al Aston Villa y durante el mercado invernal de esa temporada fue cedido al Newcastle United, retornando durante el verano de 2011 al Aston Villa FC, sin tener demasiados minutos en la Premier League, y siendo más asiduo en las primeras rondas de los partidos de Copa. El verano de 2013 fue cedido nuevamente, esta vez al Stoke City de la Premier League de Inglaterra.

## Clubes
| Club                      | País       | Año       |
| ------------------------- | ---------- | --------- |
| Manchester City FC        | Inglaterra | 2005-2010 |
| Aston Villa FC            | Inglaterra | 2010-2014 |
| Newcastle United (cedido) | Inglaterra | 2011      |
| Stoke City (cedido)       | Inglaterra | 2013-2014 |
| Stoke City                | Inglaterra | 2014-2018 |
| Bolton Wanderers          | Inglaterra | 2018      |